# Parodije na Ihtis
Več parodij na simbol Ihtis so ustvarili nasprotniki krščanstva ali katerega izmed verskih naukov. 

## Darwinova riba
Ena izmed parodij na simbol ihtis je v obliki ribe z nogami, včasih z napisom Darwin, kar ponazarja razvojni nauk, ki ga nekatere verske skupnosti zavračajo. Darwinova riba izhaja iz simbola ihtis, ki so se mu »razvile« noge. Simbol ponazarja teorijo biološkega razvoja kot nasprotno verovanju v stvarjenje. Darwinovo ribo lahko tolmačimo kot stilizirano obliko fosilne ribe, ki je bila prehodna oblika med ribami in dvoživkami, na primer Ichthyostega.

## Druge parodije na simbol Ihtis
V obtoku je več agresivnih parodij na simbol Ihtis .
Simbol šaljivega verstva Leteče špagetne pošasti ima za osnovo telo ribe.
Groba parodija izhajajoča iz judovskega okolja je riba z napisom »Gefilte«, kar je okrajšava za priljubljeno ribjo jed »gefilte fiš« (jidiš געפילטע פיש).